# Látací steh

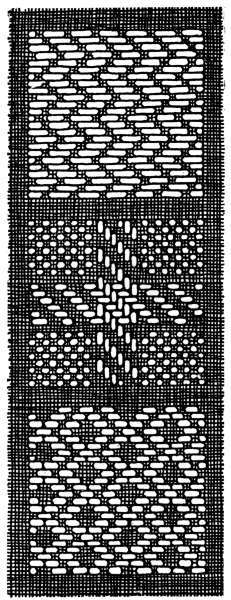
Ornamenty z látacích stehů

Látací steh (angl.: darning stitch) je dlouhý přední steh, označovaný také jako úsporný. 

## Použití
Látání se používá pro vyplňování ploch, pokud se kladou řady stehů vedle sebe.
- Pro vyšívání geometrických vzorů se stehy různé délky se používá označení damaškový steh.[1]
- Ornamenty se dají stehovat rovně (např. jako druh výšivky), vlnitě, ve tvaru kosočtverců nebo vroubků
- Látáním na tylový podklad se zhotovovaly (zejména v 19. století) tzv. filetové krajky
- Látáním výšivkové niti mezi osnovními nebo útkovými nitěmi tkaniny se dají zhotovit zajímavé (často barevné) ornamenty.[3] [4]
- „Švýcarské“ látání: Na pletenině se vystříhne poškozené místo a na této plošce se tvoří dvojitými stehy sotva viditelná náhrada[5]
- „Roubování“ látáním: Poškozené místo pleteniny se vystříhne a ploška se vyplní náhradnimi očky s pomocí látací jehly[6] (podobný postup je popisován pro tkaniny)[7]
- Látání se dá provádět také na upraveném šicím stroji[8] [9] nebo přenosným látacím aparátem.[10]
- K ručnímu látání se obvykle používá bavlněná  mykaná příze, dvojmo  skaná a  mercerovaná. Pro strojové látání je výhodnější příze z česané bavlny, případně  opalovaná.[11]

## Galerie látání

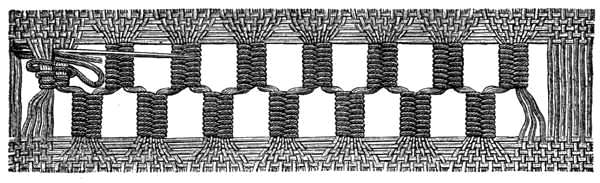
Svazování osnovních nití látacím stehem
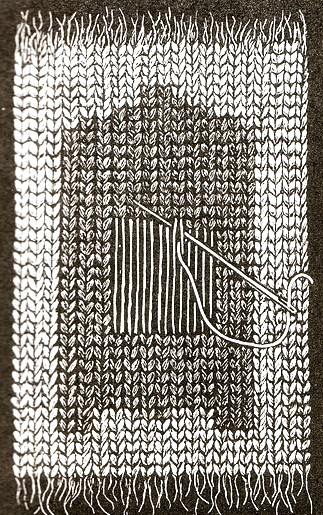
"Švýcarské" látání
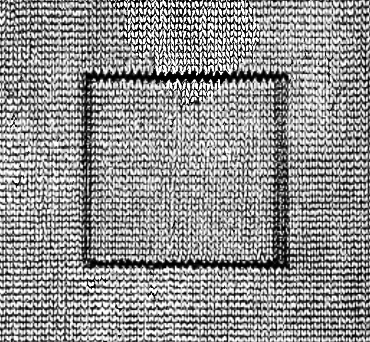
Pletenina „roubovaná“ látáním
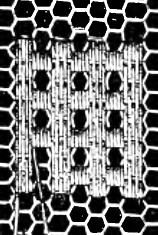
Látaný vzor na tylovém podkladě
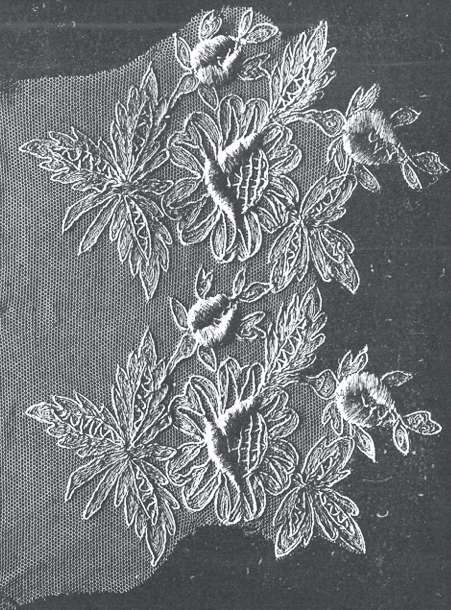
Ruční výšivka s látacími stehy (začátek 20. století)
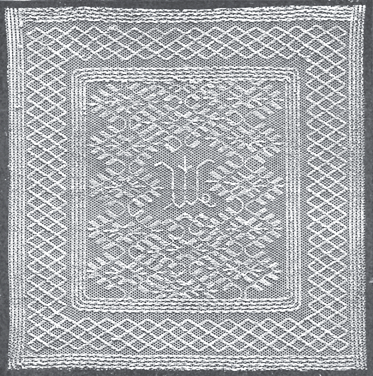
Imitace látání vyrobená na bobinetovém steoji (začátek 20. století¨)
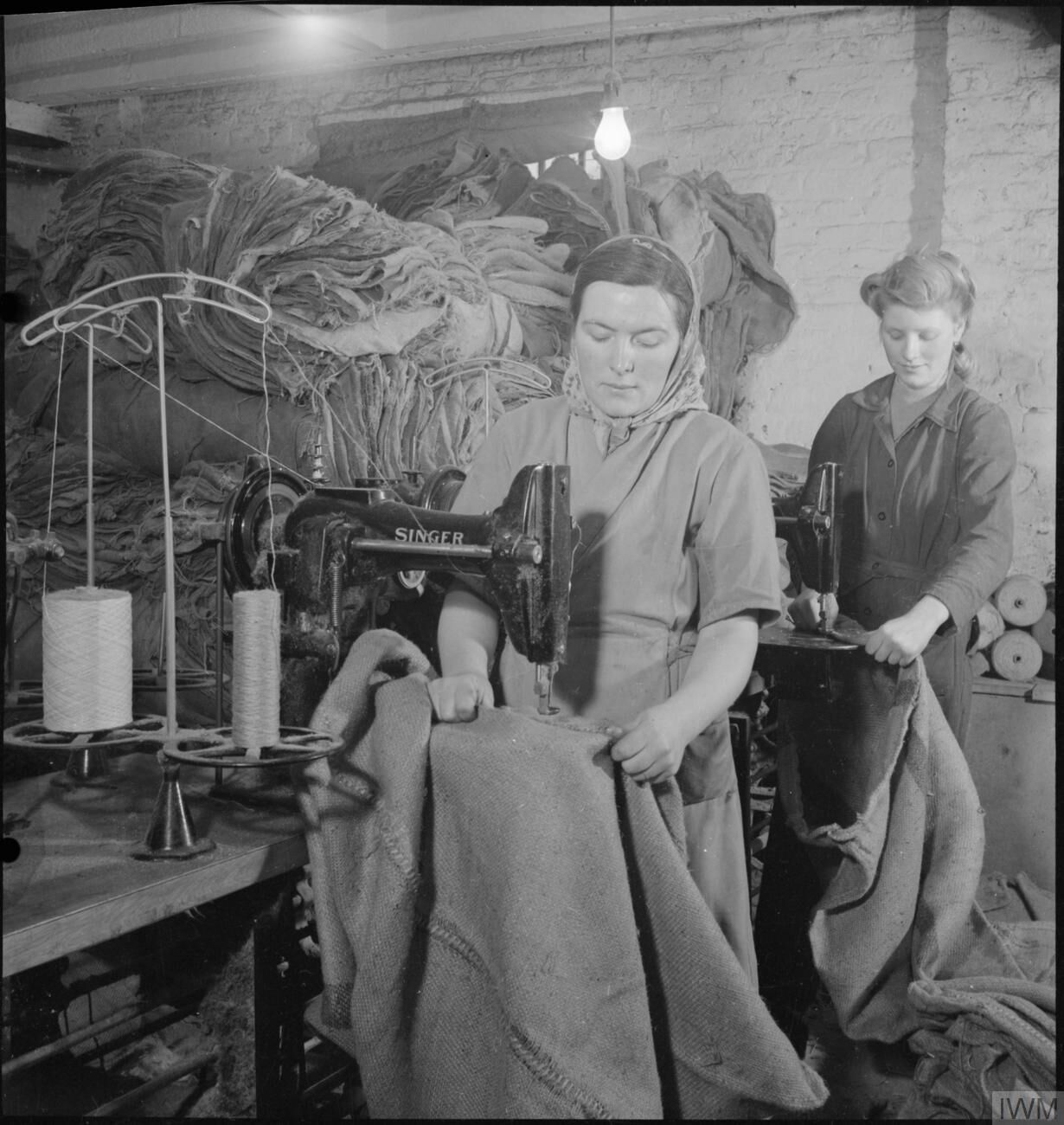
Práce na látacích strojích (Vel. Britanie 1943)